# Richard de Chichester
Saint Richard (1197-1253) fut évêque de Chichester en Angleterre, de 1244 à 1253. Il est fêté le 3 avril.

## Biographie
Né en 1197, Richard était le second fils de Richard Backedine et Alice de Wyche. Son père mourut alors qu'il était encore jeune et, entre les mains d'un tuteur incompétent, la propriété familiale fut rapidement menée à la ruine. Son frère aîné offrit de lui abandonner l'héritage, mais Richard refusa l'offre, bien qu'il reprît la gestion de la propriété et, au prix de beaucoup d'efforts, la remît en état.
Il partit à Oxford, où lui et ses deux compagnons vivaient dans une telle pauvreté qu'ils n'avaient qu'une tunique dans laquelle ils assistaient aux leçons à tour de rôle. Il réussit dans ses études, avec Robert Grosseteste parmi ses professeurs, et il établit ce qui deviendra l'amitié d'une vie avec son tuteur Edmund Rich (Edmond d'Abingdon, saint Edme). Il étudia le droit canon à Oxford (et probablement aussi à Bologne) et, ayant obtenu un doctorat, devint chancelier de l'université d'Oxford en 1235.
Sa science et sa sainteté étaient si réputés qu'Edmond Rich, devenu archevêque de Cantorbéry, et Robert Grosseteste, évêque de Lincoln, lui proposèrent tous deux le poste de chancelier de leur diocèse respectif. Richard accepta l'offre de l'archevêque et devint un ami intime de saint Edme.
Richard approuva la position de l'archevêque qui s'opposa au roi Henri III sur la question des sièges vacants en lui reprochant de garder des diocèses sans évêques aussi longtemps que possible (parce que tant que les sièges épiscopaux étaient vacants, leurs revenus allaient à la Couronne).
Richard accompagna saint Edme dans son exil à l'abbaye de Pontigny (près d'Auxerre), s'occupa de lui dans sa maladie et était présent au prieuré Notre-Dame à Soisy (aujourd'hui Soisy-Bouy, près de Provins) quand il mourut le 16 novembre 1240.
Richard étudia ensuite la théologie chez les dominicains à Orléans (BHL 7208), fut ordonné prêtre en 1243 et, après avoir fondé une chapelle en l'honneur de saint Edme, revint en Angleterre où il devint curé de Deal et recteur de Charring.
Il fut ensuite persuadé par Boniface de Savoie, nouvel archevêque de Cantorbéry, de reprendre son poste de chancelier.
En 1244, Ralph Neville, évêque de Chichester, mourut. L'élection au siège vacant de Robert Passelewe, archidiacre de Chichester, fut invalidée par Boniface à un synode de ses suffragants, le 3 juin 1244, et, sur sa recommandation, le chapitre élut Richard, choix immédiatement confirmé par l'archevêque.
Henri III était indigné, car Robert Passelewe était un de ses favoris, et il refusa de rendre à Richard les revenus de son siège. Le saint plaida sa cause auprès du pape Innocent IV, qui le consacra personnellement à Lyon, le 5 mars 1245, et le renvoya en Angleterre.
Mais Henri était intraitable. Sans toit dans son propre diocèse, Richard dépendait de la charité de son clergé. Enfin, en 1246, Henri fut amené par les menaces du pape à restituer à Richard les revenus du diocèse. Comme évêque, Richard vivait dans une grande austérité, offrant la plupart de ses revenus comme aumônes.
Richard constitua un grand nombre de statuts qui règlent de manière détaillée la vie du clergé, la célébration du service divin, l'administration des sacrements, les privilèges de l'église. Chaque prêtre du diocèse devait se procurer une copie de ces statuts et les amener au synode diocésain.
Pour améliorer l'entretien de sa cathédrale, Richard institua une quête annuelle qui devait être faite dans chaque paroisse à Pâques ou à la Pentecôte. Il encouragea les ordres mendiants, en particulier les dominicains.
En 1250, Richard fut l'un des collecteurs de la levée de fonds pour les croisades et deux ans plus tard le roi le nomma pour prêcher la croisade à Londres. Il fit des efforts acharnés pour soulever l'enthousiasme pour la cause dans les diocèses de Chichester et Cantorbéry, et alors qu'il était en route pour Douvres, où il devait consacrer une nouvelle église dédiée à saint Edme, il tomba malade. En arrivant à Douvres, il alla dans un hôpital appelé la « Maison Dieu », procéda à la cérémonie de consécration le 2 avril et mourut le matin suivant.
Son corps fut ramené à Chichester et enterré dans la cathédrale. Il fut solennellement canonisé par Urbain IV dans l'église franciscaine de Viterbe en 1262 et le 20 février le pape autorisa le transfert de ses reliques dans un nouveau tombeau. Mais l'état troublé du pays empêcha que cela se fît jusqu'au 16 juin 1276, quand le transfert fut effectué par l'archevêque Kilwardby en présence d'Édouard Ier. Ce tombeau fut violé et détruit lors de la Réforme. Rien ne prouve qu'il s'agit de l'autel très restauré dans le transept sud qui est maintenant couramment assigné à saint Richard, et on n'a connaissance d'aucune relique. 
Il est fêté le 3 avril selon le Martyrologe romain.

## Patronage
Richard est le saint patron des cochers (peut-être parce qu'il conduisait les charrettes et les chariots dans la ferme familiale) et de la Guilde des cochers de Milan.